# 山崎真実のイヤならいうてな!
『山崎真実のイヤならいうてな!』（やまさきまみのいやならいうてな）とは、2006年10月2日から2007年3月26日までTBSラジオ『あべこうじのポッドキャスト番長』内で放送されていたラジオ番組。放送時間は毎週月曜 20:10頃 - 20:20頃（日本標準時）。
番組タイトルにある「イヤならいうてな!」とは、パーソナリティの山崎真実が大阪で痴漢に遭った際にその痴漢から言われた言葉であると山崎自身が初回放送分で語っていた。
放送期間中、ビデオポッドキャストによる配信が行われていた。ラジオ番組であるが、ポッドキャストは音声ファイルではなく動画ファイルによるものだった。